# Ariniș
Ariniș là một xã thuộc hạt Maramureș, România. Dân số thời điểm năm 2002 là 1213 người.